# Lars Schenk
Lars Schenk (Maastricht, 16 januari 2002) is een Nederlands voetballer die als verdediger voor MVV Maastricht speelt.

## Carrière
Lars Schenk speelde in de jeugdopleiding van MVV Maastricht, waar hij in het seizoen 2020/21 al eenmaal in de selectie van het eerste elftal zat. Hij debuteerde het seizoen erna, op 29 januari 2022, in de met 1-0 verloren uitwedstrijd tegen FC Eindhoven. Hij kwam in de 21e minuut in het veld voor de geblesseerd geraakte Mitchel Keulen. Door de blessure van Keulen mocht hij de twee wedstrijden erna als basisspeler beginnen. In zijn eerste seizoen bij de senioren speelde hij acht wedstrijden. Hij ontwikkelde zich snel tot een vaste kracht in het team.

### Statistieken
| Seizoen                   | Club           | Competitie     | Competitie | Competitie | Beker | Beker | Totaal | Totaal |
| Seizoen                   | Club           | Competitie     | Wed.       | Dlp.       | Wed.  | Dlp.  | Wed.   | Dlp.   |
| ------------------------- | -------------- | -------------- | ---------- | ---------- | ----- | ----- | ------ | ------ |
| 2020/21                   | MVV Maastricht | Eerste divisie | 0          | 0          | 0     | 0     | 0      | 0      |
| 2021/22                   | MVV Maastricht | Eerste divisie | 8          | 0          | 0     | 0     | 8      | 0      |
| 2022/23                   | MVV Maastricht | Eerste divisie | 19         | 0          | 1     | 0     | 20     | 0      |
| 2023/24                   | MVV Maastricht | Eerste divisie | 20         | 0          | 0     | 0     | 20     | 0      |
| 2024/25                   | MVV Maastricht | Eerste divisie | 32         | 0          | 1     | 0     | 33     | 0      |
| Carrièretotaal            | Carrièretotaal | Carrièretotaal | 79         | 0          | 2     | 0     | 81     | 0      |
| Bijgewerkt op 13 mei 2025 |                |                |            |            |       |       |        |        |